# Unicorn
Unicorn (pol. „jednorożec”) – startup wyceniany na co najmniej miliard dolarów amerykańskich. Twórcą terminu jest Aileen Lee. 
Według CB Insights w czerwcu 2022 na świecie prowadziło działalność ponad 1100 jednorożców.